# Соу-сеп
Соу-сеп (Саусеп, Сметанне яблуко), Soursop, Soursap, Guanábana (гуанабана), Graviola, Sirsak, Zuurzak, Coração-da-Índia, Guyabano або Corossol (Annona muricata; syn. Annona sericea Дунал в Коррейя, M. P., (1984), Annona macrocarpa Wercklé, A. bonplandiana H.B. & K., A. cearensis Barb.Rodr., Guanabanus muricatus (L.) M.Gómez in Rain-tree) — вічнозелене дерево із широким зеленим листям, росте на Карибах, в Центральній і Південній Америці, від півночі Бразилії до Вест-Індії.
Соу-сеп пристосований до клімату із високою вологістю і теплими зимами, температури нижче 5 °C викликають опадання листя, а температура нижче 3 °C може бути фатальною.
Смак можна порівняти зі смаком суниці й ананаса, змішаних разом в соку. Соу-сеп частіше вживають у вигляді соку, ніж сам плід.

## Вирощування і використання
Фрукти досягають комерційної зрілості при рості до 20-30 см в діаметрі, зеленого кольору, масою до 2.5 кг.
Поза зоною свого природного росту, існує обмежене виробництво, але не північніше півдня Флориди. Також вирощується в південно-східній Азії.
Всередині біла м'якоть і чорне насіння. М'якоть використовують у виробництві морозива, шербетів та кремів, сиропів, цукерок, тортів, желе і варення.
Містить фруктозу. У фрукті також міститься велика кількість вітамін С, вітамін B1, та вітамін B2. Сам фрукт, насіння і листя мають застосування в народній медицині в районах вирощування рослини.
Виробники чаю знайшли не менш корисне застосування саусепу — великолистий чорний або зелений чай просочують соком цього екзотичного фрукта, що надає чаю неповторний аромат і смак. 

## Вплив на здоров'я
Наявні дослідження, які вказують на можливий вплив антоціанів, які знаходяться в кісточках рослини, на розвиток нейродегенеративних захворювань в тому числі і хвороби Паркінсона.. Проте цей ефект не до кінця доведений і потрібні наступні дослідження. 

## Галерея

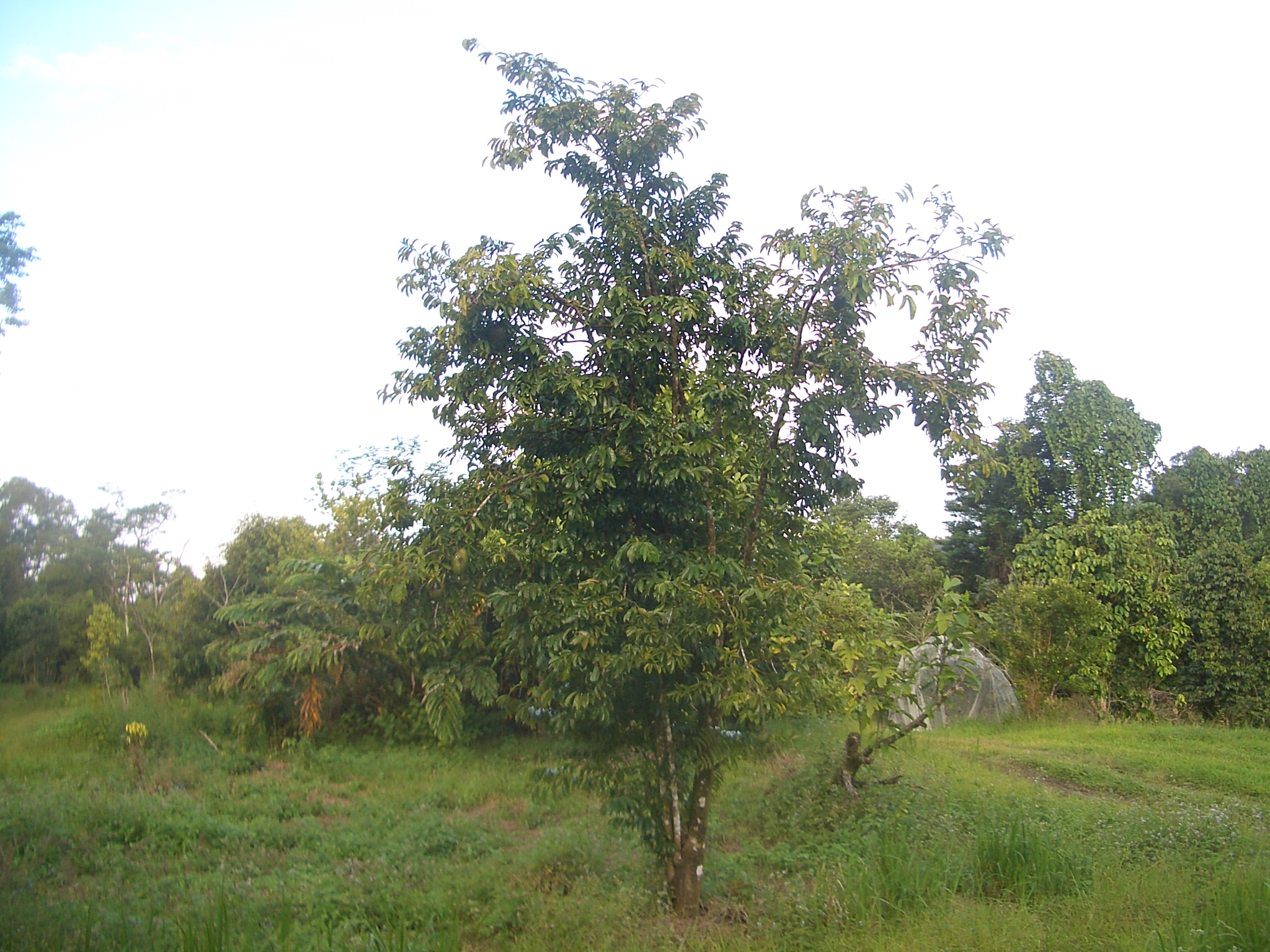
Дерево
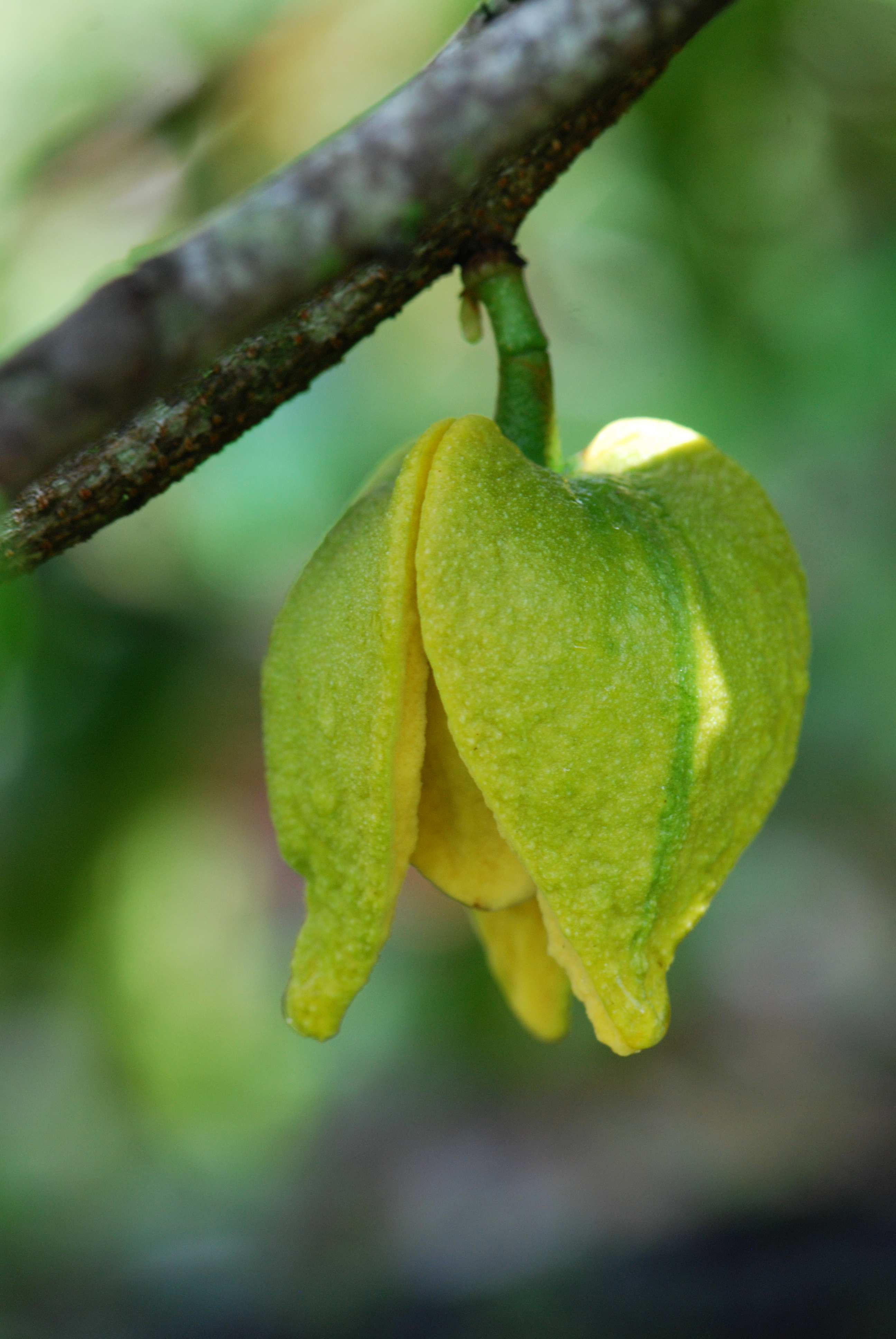
Квітка
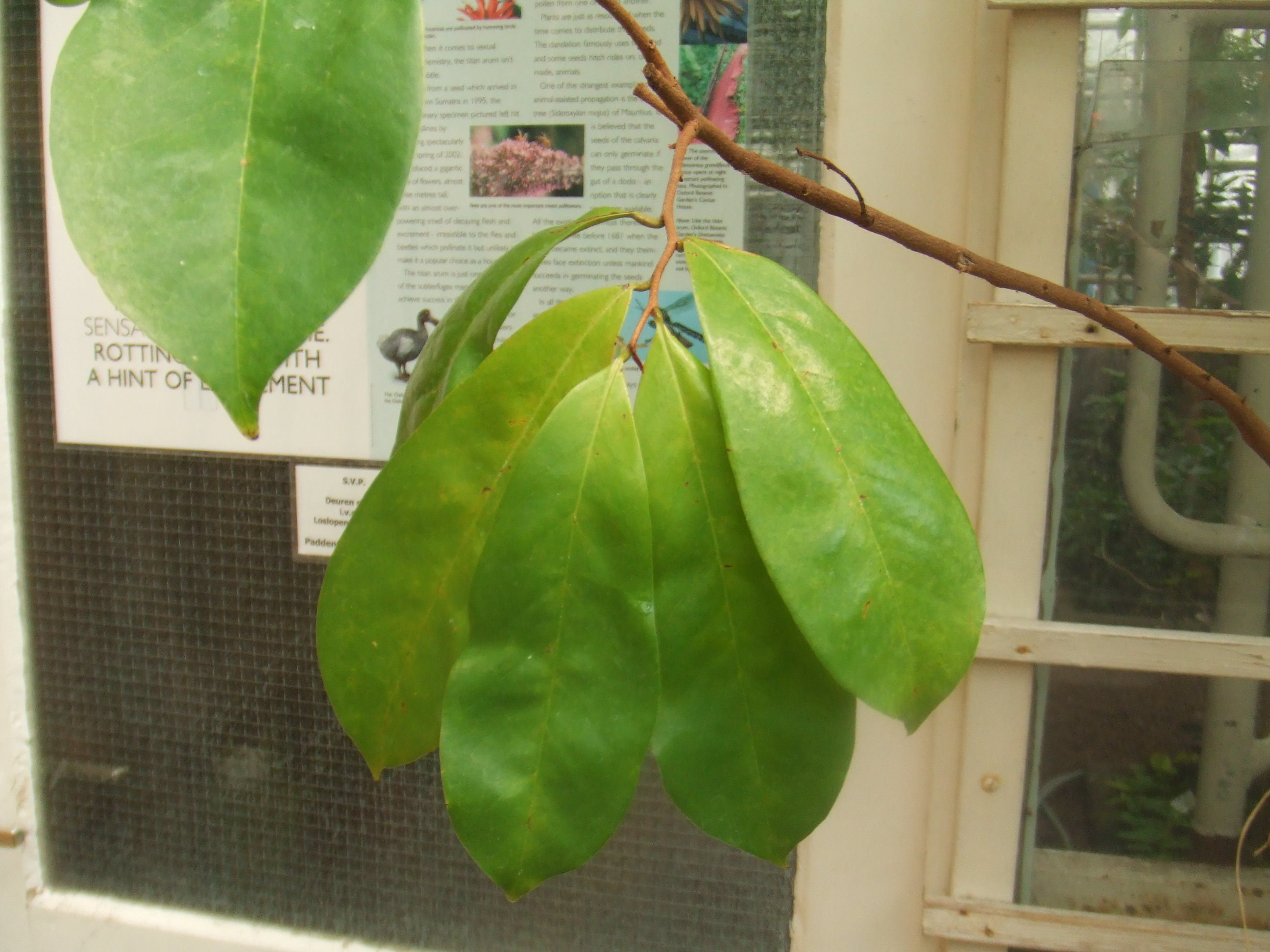
Листя
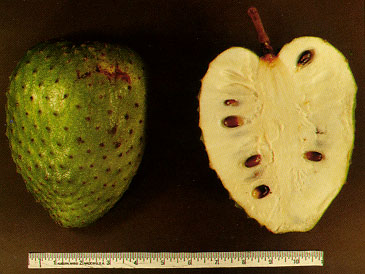
Плід